# Calea ferată Pașcani–Iași
Calea ferată Pașcani–Iași (Linia 606) face parte din magistrala CFR 600. Are următoarele stații: Iași – Lețcani – Podu Iloaiei – Budăi – Sârca – Târgu Frumos – Pietrisu – Costești – Ruginoasa – Pașcani. Operatorii care circulă pe această cale ferată sunt CFR Călători și Regio Călători.